# Xương Lâm
Xương Lâm là một xã thuộc huyện Lạng Giang, tỉnh Bắc Giang, Việt Nam.

## Diện tích, dân số
Xã Xương Lâm có diện tích 11,08 km², dân số năm 1999 là 7516 người, mật độ dân số đạt 678 người/km².